# Mário Mendez
Mário de Oliveira Mendes (Baturité, 25 de dezembro de 1907 — Rio de Janeiro, 21 de outubro de 1996), mais conhecido pelo pseudônimo Mendez, foi um desenhista, caricaturista e pintor brasileiro. 
Cearense de Baturité, aos cinco anos de idade mudou-se para o Pará, vivendo também no interior do Maranhão. Aos 15 anos, retornou com a família para o Ceará.
Radicado no Rio de Janeiro desde 1925, o artista colaborou na imprensa carioca por quase sete décadas, sendo considerado um dos grandes mestres da caricatura moderna no país. 
Entre as décadas de 1920 e 1990, publicou em veículos como O Globo, A Noite, A Manhã e O Malho.
Em 2021, foi publicado o livro "Mendez: mestre da caricatura", que trata da vida e obra do artista. 

## Obras
- Typos e Costumes do Negro no Brasil (1938)
- Como Desenhar Caricaturas (1950; 1962; 1963; 1969)
- Mendez: Desenhos e Caricaturas (1977)
- Como Fazer Caricaturas (1979)
- Caricaturas e Caricaturados - Dados Biográficos (1986)